# Lovebites
Lovebites (estilizado como LOVEBITES) es una banda de power metal proveniente de Japón. Fue formada en el año 2016 y su nombre deriva de la canción Love Bites (So do I) de Halestorm.

## Historia
La banda fue formada por las exintegrantes de Destrose, la bajista Miho y baterista Haruna el año 2016, tras la separación de la agrupación anterior. Tras la incorporación de Midori como guitarrista líder y Miyako como guitarrista rítmica y tecladista, la banda escogen a Asami como vocalista tras escuchar unos demos que ella presentó. Teniendo ya la agrupación formada, tienen su primer concierto en vivo en Tsutaya O-West, noviembre del 2016. Logran lanzar su primer EP homónimo en mayo del 2017, producido por Mikko Karmila y Mika Jussila, quien ha trabajado con otras bandas como Nightwish, Children of Bodom y Stratovarius.
El primer álbum de Lovebites, Awakening from Abyss fue lanzado en octubre del 2017 en Japón y Norteamérica. En 2018 ganan la categoría Mejor Banda Nueva en los Premios Metal Hammer Golden Gods. Esto favoreció que fueran invitadas a tocar en vivo en Wacken Open Air en agosto del mismo año, siendo la primera banda de heavy metal femenina proveniente de Japón en participar en este festival. Luego tocan en Bloodstock Open Air y se abren camino con su primer tour por Europa.
En junio de 2019, tocan en Graspop Metal Meeting y en Download Festival, en donde son catalogadas por los organizadores y Metal Hammer como uno de los mejores shows presentados, incluyendo la participación en vivo de la vocalista Asami junto a Halestorm cantando la canción Love Bites (So do I).
En agosto de 2021, la bajista Miho anunció su salida de la banda. Como resultado Lovebites suspendió sus actividades de forma temporal a la espera de un reemplazo. Tras una campaña en medios sociales para encontrar sustituto, Fami fue presentada como nuevo miembro en un Livestream en Youtube en octubre de 2022.

## Miembros
- Asami – Voz (2016–presente)
- Haruna Yosai – Batería (2016–presente)
- Midori Tatematsu – Guitarra líder, coros (2016–presente)
- Miyako Watanabe – Guitarra, teclados, coros (2017–presente)
- Fami – Bajo (2022–presente)

Miembros anteriores
- Miho Rosana – Bajo, coros (2016–2021)

## Discografía

### Álbumes de estudio
- Awakening from Abyss (2017)
- Clockwork Immortality (2018)
- Electric Pentagram (2020)
- Judgement Day (2023)

### EP
- The Lovebites EP (2017)
- Battle Against Damnation (2018)
- Golden Destination (2020)
- Glory, Glory, to the World (2021)

### DVD
- Battle in the East (2018)
- Daughters of the Dawn - Live in Tokyo (2019)
- Five Of A Kind - Live In Tokyo (2020)
- Awake Again - Live From Abyss (2020)
- Heavy Metal Never Dies - Live In Tokyo (2021)
- Knockin' at Heaven's Gate – Live in Tokyo 2023 (2023)
- No More Tragedy - Live (2024)